# Agathodes rebeli
Agathodes rebeli là một loài bướm đêm trong họ Crambidae.